# Kreis Seewis
| Seewis              | Seewis              |
| ------------------- | ------------------- |
| Seewis              |                     |
| Basisdaten          |                     |
| Staat:              | Schweiz             |
| Kanton:             | Graubünden (GR)     |
| Bezirk:             | Prättigau-Davos     |
| Hauptort:           | Seewis im Prättigau |
| Fläche:             | 49,63 km²           |
| Einwohner:          | 1411 (31.12.2009)   |
| Bevölkerungsdichte: | 28 Einw. pro km²    |
| Aufgehoben am:      | 31. Dezember 2015   |
| Karte               |                     |
| Karte von Seewis    |                     |

Der Kreis Seewis bildete bis am 31. Dezember 2015 zusammen mit den Kreisen Davos, Jenaz, Klosters, Küblis, Luzein und Schiers den Bezirk Prättigau-Davos des Kantons Graubünden in der Schweiz. Der Sitz des Kreisamtes war in Seewis im Prättigau. Durch die Bündner Gebietsreform wurden die Kreise aufgehoben.

## Gemeinden
Der Kreis umfasste seit der Gemeindefusion von Grüsch (Kreis Schiers) mit Valzeina und Fanas nur noch eine einzige Gemeinde:
| Wappen              | Name der Gemeinde   | Einwohner (Dez. 2009) | Fläche in km² | BFS-Nr |
| ------------------- | ------------------- | --------------------- | ------------- | ------ |
| Seewis im Prättigau | Seewis im Prättigau | 1430                  | 49,63         | 3972   |

## Veränderungen im Gemeindebestand

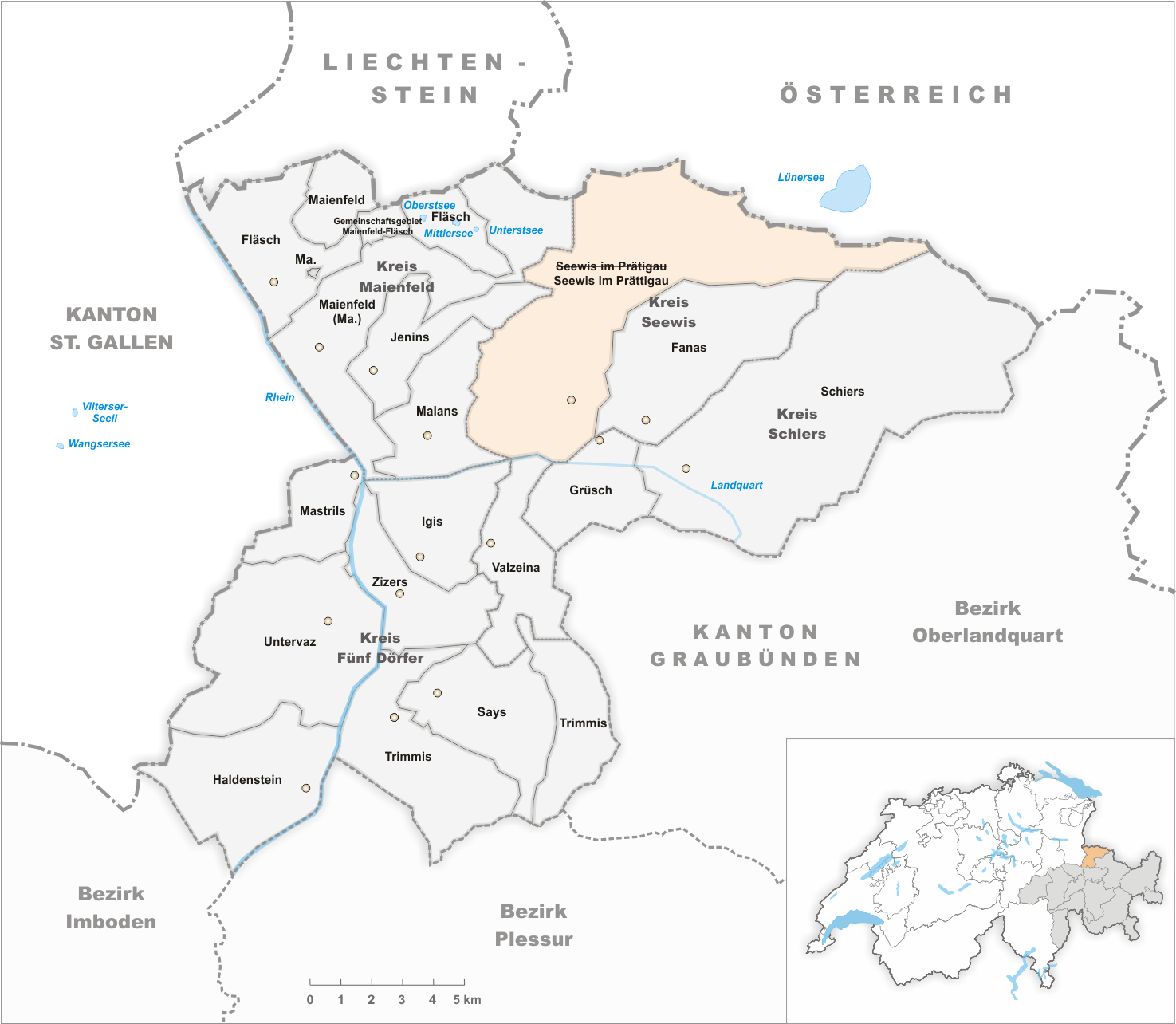
Gemeinden bis 1961
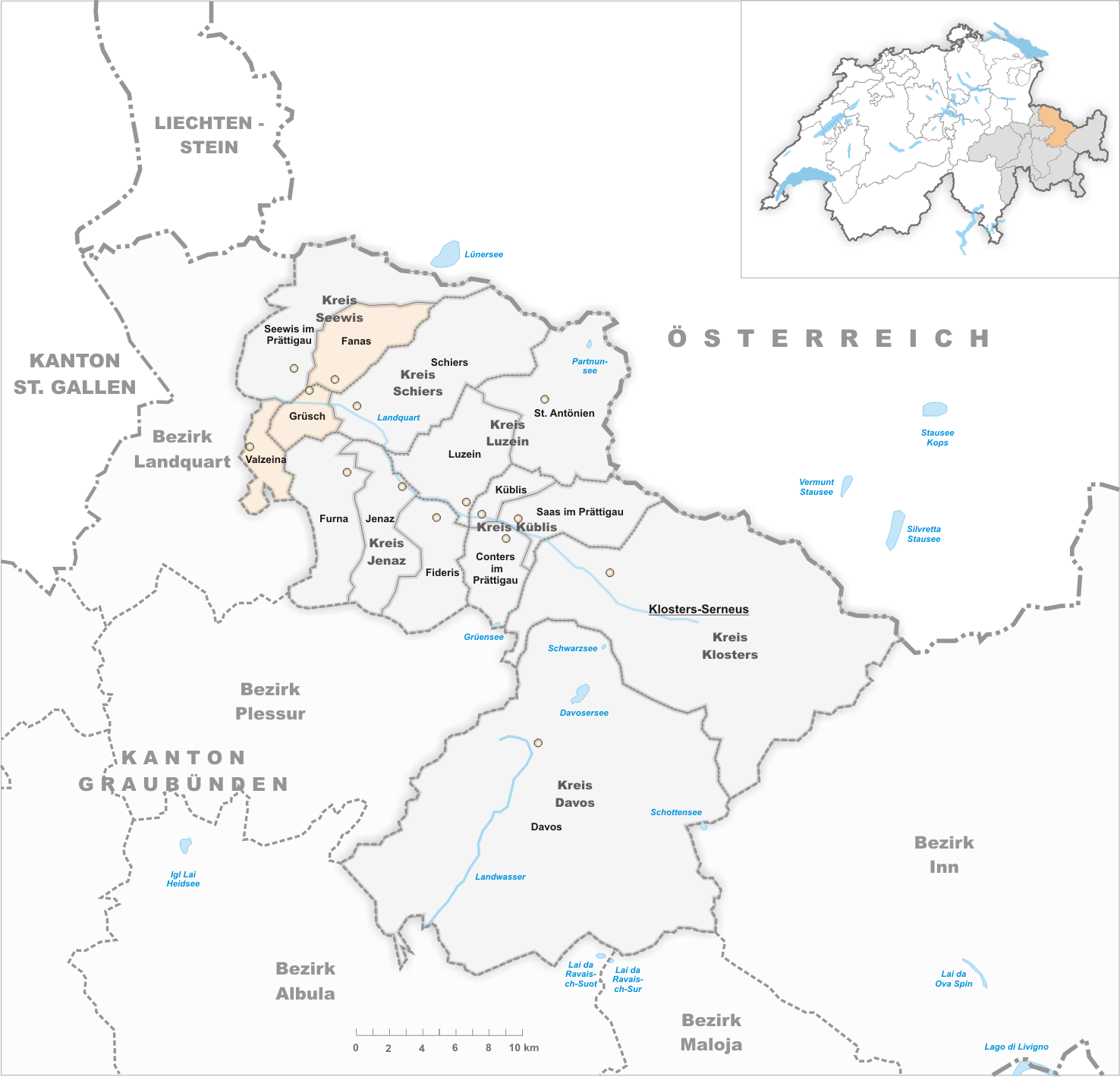
Gemeinden bis 2010

- 1962: Namensänderung von Seewis im Prätigau → Seewis im Prättigau
- 2011: Grüsch, Fanas und Valzeina → Grüsch